# Beilschmiedia fulva
Beilschmiedia fulva är en lagerväxtart som beskrevs av Robyns & Wilczek. Beilschmiedia fulva ingår i släktet Beilschmiedia och familjen lagerväxter. Inga underarter finns listade i Catalogue of Life.